# Marek Uram
Marek Uram (* 8. září 1974, Liptovský Mikuláš) je bývalý slovenský hokejový útočník.

## Klubový hokej
S hokejem začínal v MHk 32 Liptovský Mikuláš, v sezóně 1993/94 debutoval v české extralize. Ročník 1997/98 odehrál v Popradu, po něm se vrátil do Liptovského Mikuláše.
V průběhu sezóny 1999/00 přestoupil do Znojma, kde vytvořil produktivní dvojici s dalším Slovensku hokejistou Petrem Pucher. V ročníku 2000/01 se stal nejlepším střelcem extraligy. V klubu setrval až do sezóny 2005/06, v závěru níž byl vyměněn do Vítkovic za Juraje Štefanka. Po ukončení působení v tomto klubu podepsal tříletou smlouvu s Slovanem Bratislava.
Po základní části první sezóny ve Slovanu byl s 31 góly nejlepším střelcem soutěže. Své ofenzivní schopnosti potvrdil i v play off (zaznamenal 12 gólů a 9 asistencí ve 14 zápasech) a vybojoval svůj první klubový mistrovský titul. V utkání proti HC Košice 20. listopadu 2007 si poškodil meniskus v pravém koleni a několik týdnů vynechal. Slovan zdolal ve finále play off Košice 4:3 na zápasy a obhájil mistrovský titul.
24. června 2009 podepsal smlouvu s MHC Martin, v mužstvu působil dva roky. V sezóně 2011/12 kvůli zranění odehrál jen tři zápasy v 1. SHL za MHk 32 Liptovský Mikuláš. Další ročník hrál opět za Znojmo, tentokrát v rakouské lize. V sezóně 2013/14 hraje za Ice Tigers Nové Zámky v MOL lize.

### Tituly
- 2006/07 - HC Slovan Bratislava
- 2007/08 - HC Slovan Bratislava

## Klubové statistiky
| Sezona  | Klub                  | Soutěž | Základní část | Základní část | Základní část | Základní část | Základní část | Základní část | Play off | Play off | Play off | Play off | Play off | Play off |
| Sezona  | Klub                  | Soutěž | Z             | G             | A             | B             | TM            | + / -         | Z        | G        | A        | B        | TM       | + / -    |
| ------- | --------------------- | ------ | ------------- | ------------- | ------------- | ------------- | ------------- | ------------- | -------- | -------- | -------- | -------- | -------- | -------- |
| 1993/94 | Liptovský Mikuláš     | SE     | 27            | 7             | 4             | 11            |               |               |          |          |          |          |          |          |
| 1994/95 | HK VTJ Piešťany       | 1. SHL |               |               |               |               |               |               |          |          |          |          |          |          |
| 1995/96 | Liptovský Mikuláš     | SE     | 34            | 15            | 14            | 29            | 6             | +14           |          |          |          |          |          |          |
| 1996/97 | Liptovský Mikuláš     | SE     | 48            | 28            | 29            | 57            | 16            | +7            |          |          |          |          |          |          |
| 1997/98 | HK AutoFinance Poprad | SE     | 39            | 15            | 19            | 34            | 10            | -26           |          |          |          |          |          |          |
| 1998/99 | Liptovský Mikuláš     | SE     | 46            | 28            | 27            | 55            | 40            | +14           |          |          |          |          |          |          |
| 1999/00 | Liptovský Mikuláš     | SE     | 29            | 16            | 15            | 31            | 4             | +2            |          |          |          |          |          |          |
|         | HC Znojemští Orli     | ČE     | 22            | 6             | 8             | 14            | 4             | -7            |          |          |          |          |          |          |
| 2000/01 | HC Znojemští Orli     | ČE     | 22            | 6             | 8             | 14            | 4             | -7            | 7        | 1        | 1        | 2        | 4        | +4       |
| 2001/02 | HC Znojemští Orli     | ČE     | 52            | 27            | 24            | 51            | 26            | +25           | 7        | 1        | 5        | 6        | 2        | +2       |
| 2002/03 | HC Znojemští Orli     | ČE     | 52            | 21            | 22            | 43            | 26            | -4            | 6        | 3        | 3        | 6        | 2        | -3       |
| 2003/04 | HC Znojemští Orli     | ČE     | 46            | 25            | 24            | 49            | 16            | +15           | 7        | 4        | 6        | 10       | 4        | +1       |
| 2004/05 | HC Znojemští Orli     | ČE     | 52            | 20            | 21            | 41            | 16            | -7            |          |          |          |          |          |          |
| 2005/06 | HC Znojemští Orli     | ČE     | 44            | 7             | 22            | 29            | 42            | +2            |          |          |          |          |          |          |
|         | HC Vítkovice          | ČE     | 7             | 2             | 3             | 5             | 6             | -3            | 6        | 0        | 1        | 1        | 4        | -1       |
| 2006/07 | HC Slovan Bratislava  | SE     | 53            | 31            | 32            | 63            | 60            | +20           | 14       | 12       | 9        | 21       | 16       | +26      |
| 2007/08 | HC Slovan Bratislava  | SE     | 39            | 12            | 38            | 50            | 84            | +24           | 17       | 8        | 6        | 14       | 38       | +7       |
| 2008/09 | HC Slovan Bratislava  | SE     | 52            | 21            | 26            | 47            | 50            | +17           | 12       | 6        | 7        | 13       | 2        | +4       |
| 2009/10 | MHC Martin            | SE     | 46            | 14            | 35            | 49            | 34            | +14           | 8        | 0        | 3        | 3        | 2        | -1       |
| 2010/11 | MHC Martin            | SE     | 47            | 10            | 29            | 39            | 50            | +7            |          |          |          |          |          |          |
|         | HC Slovan Bratislava  | SE     | 5             | 1             | 4             | 5             | 4             | +1            |          |          |          |          |          |          |
| 2011/12 | Liptovský Mikuláš     | 1. SHL | 3             | 3             | 1             | 4             | 0             | +4            |          |          |          |          |          |          |
| 2012/13 | HC Znojemští Orli     | RHL    | 38            | 10            | 19            | 29            | 10            | +10           | 3        | 0        | 0        | 0        | 2        | -2       |
| 2013/14 | Ice Tigers Nové Zámky | MOL    | 8             | 2             | 8             | 10            |               |               |          |          |          |          |          |          |

## Reprezentace
Marek Uram byl členem výběru z MS 2002 v Göteborgu, který vybojoval titul mistra světa, odehrál prvních šest zápasů. V slovenské reprezentaci odehrál 73 zápasů, vstřelil 17 branek.

### MS 2007
Trenér Július Šupler ho nominoval do širšího výběru pro šampionát v Rusku. Po třech přípravných zápasech ho z nominace vyřadil. Uram prohlásil, že to s ohledem na předpokládaný příchod zámořských hráčů očekával a oznámil ukončení reprezentační kariéry. Po ohlášené neúčasti zraněného Ladislava Nagye ho však Šupler znovu povolal a vyřadil Františka skládaného. Uram nastoupil v úvodním zápase proti Norsku v prvním útoku s Kapuš a Šatan a vstřelil první gól Slovenska na šampionátu. Skóroval i ve třetím zápase proti Kanadě (4:5), v němž zaznamenal také asistenci a byl vyhlášen za nejlepšího hráče svého mužstva. Slovensko prohrálo s Švédskem ve čtvrtfinále a obsadilo 6. místo.
Statistiky reprezentace na Mistrovstvích světa a Olympijských hrách:
| Turnaj       | Místo konání                            | Z  | G | A | B | Umístění      | Soupisky         |
| ------------ | --------------------------------------- | -- | - | - | - | ------------- | ---------------- |
| MS 2002      | Švédsko (Göteborg, Jönköping, Karlstad) | 6  | 0 | 0 | 0 | Zlatá medaile | Soupiska MS 2002 |
| MS 2007      | Rusko (Moskva , Petrohrad)              | 7  | 2 | 3 | 5 | 6. místo      | Soupiska MS 2007 |
| Celkem na MS |                                         | 13 | 2 | 3 | 5 |               |                  |